# Gyūtan

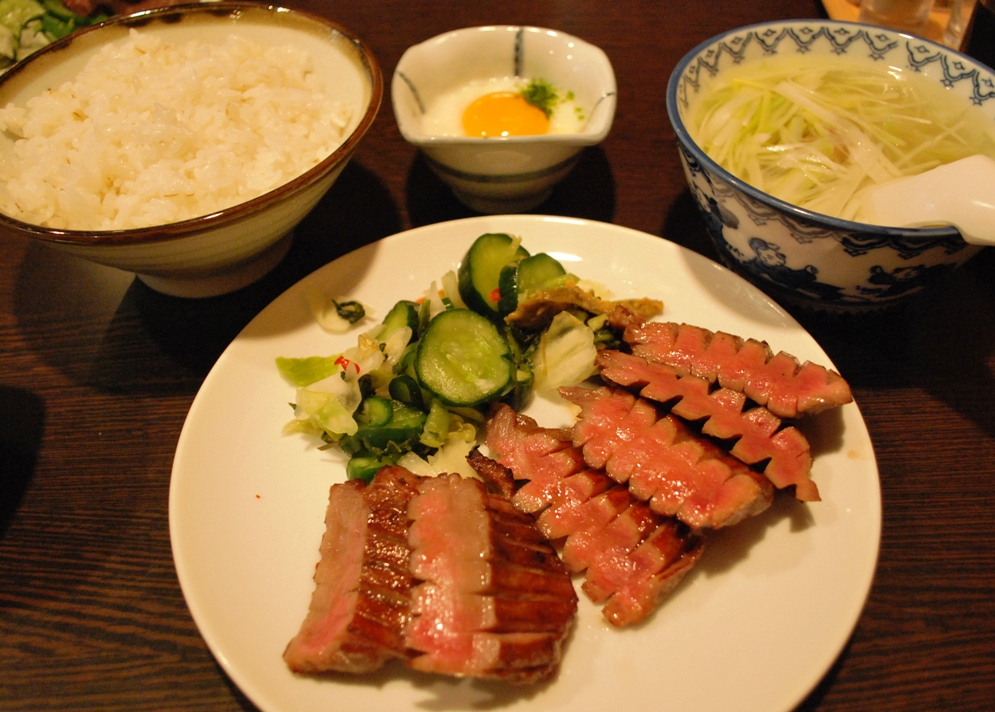
Gyutan teishoku

Gyūtan (jap. 牛タン, dt. „Rinderzunge“, mit tan als Kurzform für englisch tongue)  ist eine japanische Spezialität. Sie wird aus in dünne Scheiben geschnittener, gegrillter Rinderzunge hergestellt.
Die Wurzeln von Gyūtan gehen auf Sano Keishirō aus Sendai und das Jahr 1948 zurück. Ursprünglich wurde es mit Salz zubereitet und bekam daher auch den Namen Tanshio (タン塩, „Zungensalz“). Inzwischen hat es weite Verbreitung in Yakiniku-Restaurants gefunden und entsprechend wird es mit verschiedenen Beilagen angeboten. In der Gegend von Sendai ist es üblich, das Gericht mit Gerstenreis und Essiggurken zu servieren.